# 11 stycznia
11 stycznia jest 11. dniem w kalendarzu gregoriańskim. Do końca roku pozostało 354 (w latach przestępnych 355) dni.

## Święta
- Imieniny obchodzą: Anastazy, Feliks, Hilary, Honorata, Hortensja, Hortensjusz, Hygin, Krzesimir, Małomir, Matylda, Mechtylda, Melchiades, Odon, Palemon, Palemona, Paulin, Salwiusz, Teodozjusz, Teodozy, Tezeusz i Tomasz
- Maroko – Uroczystość Deklaracji Niepodległości
- Nepal – Dzień Jedności Narodowej
- Polska – Dzień Wegetarian
- Wspomnienia i święta w Kościele katolickim[1][2] i prawosławnym obchodzą:
  - św. Anastazjusz(inne języki) z Castel Sant’Elia
  - św. Egwin, biskup Worcesteru (również 30 grudnia)
  - św. Honorata z Pawii (siostra św. Epifaniusza)
  - św. Hygin (papież)
  - św. Milcjades (papież) (również 10 grudnia)
  - św. Palemon († ok. 330, opat)
  - św. Salwiusz (męczennik afrykański)
  - św. Teodozy Cenobiarcha z Kapadocji (zm. 529, męczennik)[3] – także w Kościele neounickim[4] w ramach po-święta Teofanii

## Wydarzenia w Polsce
- 1266 – Po śmierci księcia gdańskiego Świętopełka II Wielkiego rozpoczęła się walka o sukcesję pomiędzy jego synami Mściwojem i Warcisławem.
- 1386 – Poselstwo polskiej szlachty zawarło na zamku w Wołkowysku umowę z Jagiełłą, na mocy której miał on objąć polski tron oraz ożenić się z Jadwigą Andegaweńską.
- 1397 – Papież Bonifacy IX wydał bullę o utworzeniu wydziału teologicznego przy Akademii Krakowskiej.
- 1529 – Unia polsko-litewska: wydano w języku ruskim I Statut Wielkiego Księstwa Litewskiego
- 1558 – Powódź wywołana przez sztorm na Bałtyku całkowicie zniszczyła Łebę. Miasto odbudowano po drugiej stronie rzeki Łeby.
- 1582 – Założono seminarium duchowne w Wilnie (w 1945 roku przeniesione do Białegostoku).
- 1789 – Kazimierz Nestor Sapieha został wielkim mistrzem loży masońskiej Wielkiego Wschodu Narodowego Polski.
- 1906 – Otwarto konsulat USA w Toruniu.
- 1917:
  - Debiut sceniczny Eugeniusza Bodo w Teatrze Apollo w Poznaniu.
  - Ignacy Jan Paderewski przedstawił koncepcję utworzenia Stanów Zjednoczonych Polski.
- 1919 – Naczelnik Państwa Józef Piłsudski wydał dekret o obowiązkowym ubezpieczeniu pracowników na wypadek choroby.
- 1924 – Sejm RP przyjął ustawę o naprawie skarbu państwa i reformie waluty.
- 1934 – Założono Wojskowy Klub Sportowy Kielce.
- 1940:
  - W lesie w pobliżu Stutthofu Niemcy rozstrzelali pierwszą grupę działaczy Polonii z Wolnego Miasta Gdańska.
  - W Siedlcach zanotowano najniższą temperaturę w historii Polski (–41 °C).
- 1946 – Oddział UPA zaatakował Cisną i dokonał masakry mieszkańców.
- 1947 – Do Polski przybyli małżonkowie Irène i Frédéric Joliot-Curie.
- 1949 – Zlikwidowano Ministerstwo Ziem Odzyskanych.
- 1951 – Powołano Centralny Zarząd Kopalnictwa Rud Żelaza z siedzibą w Częstochowie.
- 1957 – Prof. Tadeusz Kotarbiński został prezesem PAN.
- 1958:
  - Otwarto Pałac Kultury Zagłębia w Dąbrowie Górniczej.
  - W Teatrze Dramatycznym w Warszawie odbył się pierwszy występ Kabaretu Koń.
- 1960 – Premiera filmu Zobaczymy się w niedzielę w reżyserii Stanisława Lenartowicza.
- 1962 – Premiera filmu kryminalnego Dotknięcie nocy w reżyserii Stanisława Barei.
- 1963 – Premiera filmu Jak być kochaną w reżyserii Wojciecha Jerzego Hasa.
- 1973 – Premiera 1. odcinka serialu telewizyjnego Gruby w reżyserii Wojciecha Fiwka.
- 1978 – Grupa kilkudziesięciu ludzi nauki i sztuki powołała Towarzystwo Kursów Naukowych.
- 1990 – Dokonano oblotu szybowca S-1 Swift.
- 2004 – Odbył się 12. Finał Wielkiej Orkiestry Świątecznej Pomocy.
- 2006 – Początek kryzysu sejmowego.
- 2008 – Sejm RP powołał Komisję śledczą do zbadania sprawy zarzutu nielegalnego wywierania wpływu na funkcjonariuszy policji, służb specjalnych prokuratorów i osoby pełniące funkcje w organach wymiaru sprawiedliwości.
- 2009 – Odbył się 17. Finał Wielkiej Orkiestry Świątecznej Pomocy.
- 2015 – Odbył się 23. Finał Wielkiej Orkiestry Świątecznej Pomocy.

## Wydarzenia na świecie

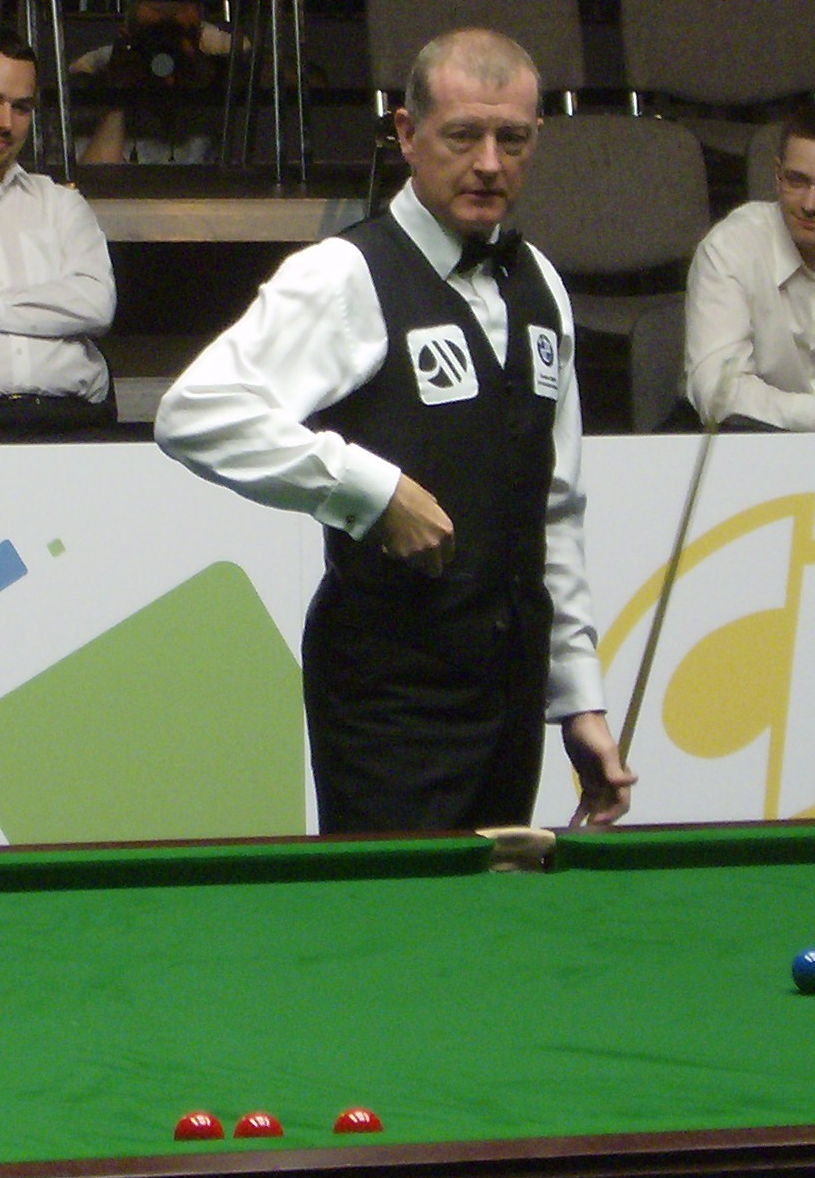
Sześciokrotny mistrz świata w snookerze Steve Davis w czasie turnieju Warsaw Snooker Tour

- 532 – W Konstantynopolu wybuchło powstanie stronnictw cyrkowych przeciwko cesarzowi Justynianowi I Wielkiemu.
- 1055 – Teodora została cesarzową bizantyńską.
- 1158 – Władysław II Przemyślida został koronowany na króla Czech.
- 1284 – Król Aragonii i Walencji Piotr III Wielki nadał przywileje społeczne i ekonomiczne Barcelonie.
- 1531 – Ferdynand I Habsburg został koronowany w Akwizgranie na króla Niemiec.
- 1551 – Bayinnaung został koronowany w Taungngu na króla Birmy i jej dominiów.
- 1569 – W Londynie odbyło się losowanie nagród pierwszej loterii państwowej.
- 1610 – Galileusz odkrył Ganimedesa, ostatniego z czterech największych księżyców Jowisza.
- 1631 – Książę Modeny i Reggio Franciszek I d’Este ożenił się z Marią Katarzyną Farnese.
- 1660 – Założono Akademię Sztuk Pięknych w Sewilli.
- 1693 – W trzęsieniu ziemi na Sycylii i Malcie zginęło ok. 60 tys. osób, a zniszczonych zostało 45 miast.
- 1700 – W Rosji w miejsce kalendarza bizantyńskiego wprowadzono kalendarz juliański. Po 31 grudnia 7208 nastał 1 stycznia 1700 roku.
- 1753 – Zawarto konkordat między Hiszpanią a Stolicą Apostolską.
- 1782 – 6 tys. żołnierzy francuskich dokonało desantu na brytyjską wyspę Saint Kitts na Karaibach, zmuszając 650 obrońców do wycofania się na wzgórze Brimstone Hill, gdzie po miesięcznym oblężeniu skapitulowali.
- 1787 – Brytyjski astronom William Herschel odkrył księżyce Urana: Tytanię i Oberona.
- 1793 – Rewolucja francuska: król Ludwik XVI został skazany na śmierć.
- 1805 – Utworzono Terytorium Michigan.
- 1811 – Zdławiono czterodniowe powstanie niewolników w Luizjanie.
- 1839 – Około 700 osób zginęło w wyniku trzęsienia ziemi w Fort-de-France na Martynice.
- 1846 – Na Nowej Zelandii zakończyła się nierozstrzygnięta brytyjsko-maoryska wojna o maszt flagowy.
- 1851 – W Chinach wybuchło powstanie tajpingów.
- 1855 – Kamehameha IV został królem Hawajów.
- 1861 – Alabama wystąpiła z Unii.
- 1863 – Wojna secesyjna: zwycięstwo floty Unii w bitwie morskiej pod Fort Hindman (9-11 stycznia).
- 1866 – W czasie sztormu na wodach Zatoki Biskajskiej zatonął brytyjski statek pasażerski SS „London”(inne języki), w wyniku czego zginęło 220 spośród 239 osób na pokładzie.
- 1879 – Wybuchła wojna brytyjsko-zuluska.
- 1892 – Późniejszy prezydent USA William McKinley został gubernatorem Ohio.
- 1904 – Wybuchło antyniemieckie powstanie Herero w południowo-zachodniej Afryce.
- 1908 – Wielki Kanion Kolorado otrzymał status Pomnika Narodowego Stanów Zjednoczonych.
- 1910 – Francuska ekspedycja odkryła Wyspę Charcota w Antarktyce.
- 1913 – Tybet i Mongolia zawarły traktat o przyjaźni i współpracy.
- 1914:
  - Erupcja wulkanu Sakurajima na japońskiej wyspie Kiusiu.
  - Założono włoski klub piłkarski Reggina Calcio.
- 1919:
  - Rumunia zaanektowała Siedmiogród.
  - W niemieckim porcie Cuxhaven Rady Robotnicza i Żołnierska ogłosiły powstanie Socjalistycznej Republiki Cuxhaven.
- 1921 – Wojna grecko-turecka: zwycięstwem wojsk tureckich zakończyła się pierwsza bitwa pod İnönü(inne języki) (6-11 stycznia).
- 1922:
  - Premiera amerykańskiego niemego filmu Szalone żony w reżyserii Ericha von Stroheima.
  - W Toronto po raz pierwszy zastosowano insulinę.
- 1923 – Wojska francuskie i belgijskie zajęły Zagłębie Ruhry w związku z zaleganiem ze spłatami reparacji wojennych przez Niemcy.
- 1926 – W szwajcarskim Davos reprezentacja Polski w hokeju na lodzie przegrała w swym pierwszym oficjalnym meczu z Austrią 1:13.
- 1927 – Powstała amerykańska Akademia Filmowa.
- 1930 – Założono ekwadorski klub piłkarski LDU Quito.
- 1940 – W Leningradzie odbyła się premiera baletu Romeo i Julia z muzyką Siergieja Prokofjewa.
- 1942:
  - Wojna na Pacyfiku: wojska japońskie zaatakowały Holenderskie Indie Wschodnie i holenderskie Borneo.
  - Zwycięstwo wojsk niemieckich nad słoweńskimi partyzantami w bitwie pod Dražgoše(inne języki) (9-11 stycznia).
- 1944 – Został stracony Galeazzo Ciano i 17 innych dygnitarzy włoskich, skazanych na śmierć za prowadzenie negocjacji z aliantami.
- 1946 – Proklamowano Albańską Republikę Ludową.
- 1947:
  - Dokonano oblotu amerykańskiego myśliwca McDonnell F2H Banshee.
  - W katastrofie należącego do linii BOAC samolotu Douglas C-47 Skytrain w Stowting w południowo-wschodniej Anglii zginęło wszystkich 8 osób na pokładzie.
  - W ZSRR został aresztowany gen. Grigorij Kulik.
  - Została założona Włoska Partia Socjaldemokratyczna (PSDI).
- 1951 – Utworzono poligon atomowy w Nevadzie.
- 1953 – Austriak Josef Bradl wygrał 1. Turniej Czterech Skoczni.
- 1958 – Ion Gheorghe Maurer został przewodniczącym Wielkiego Zgromadzenia Narodowego – prezydentem Rumunii.
- 1960:
  - Największy amerykański seryjny morderca Henry Lee Lucas zamordował swoją pierwszą ofiarę (własną matkę).
  - Otwarto Centrum Wyszkolenia Kosmonautów (od 1969 roku im. J. Gagarina) w Gwiezdnym Miasteczku pod Moskwą.
- 1962 – W bazie radzieckiej Floty Północnej w mieście Polarnyj doszło do wywołanej pożarem eksplozji 11 torped na okręcie podwodnym dalekiego zasięgu z napędem diesel-elektrycznym B-37, która uszkodziła też znajdujący się obok okręt podwodny S-350(inne języki). W katastrofie śmierć poniosło 59 członków załogi B-37, 19 członków załogi S-350 i 44 inne osoby.
- 1966:
  - Po śmierci Lala Bahadura Shastriego p.o. premiera Indii został Gulzarilal Nanda.
  - Uruchomiono metro w Tbilisi.
- 1968 – Salomon Tandeng Muna został premierem Zachodniego Kamerunu.
- 1972 – Pakistan Wschodni zmienił nazwę na Bangladesz.
- 1973 – W Irlandii po raz pierwszy na wschodnim wybrzeżu Atlantyku zaobserwowano bielika amerykańskiego.
- 1974:
  - Libia i Tunezja podpisały porozumienie o zjednoczeniu jako Arabska Republika Islamska. Z powodu oporu społeczeństwa tunezyjskiego porozumienie nie weszło w życie.
  - W Kapsztadzie w Południowej Afryce urodziły się sześcioraczki (pierwsze, które pozostały przy życiu).
- 1976 – W bezkrwawym wojskowym zamachu stanu został obalony prezydent Ekwadoru Guillermo Rodríguez. Władzę przejęła junta z admirałem Alfredo Povedą na czele.
- 1982:
  - Andaluzja, Asturia i Kantabria uzyskały autonomię.
  - Angielski snookerzysta Steve Davis uzyskał pierwszy zarejestrowany przez kamery telewizyjne break maksymalny.
- 1986 – Jerzy Kukuczka i Krzysztof Wielicki dokonali pierwszego zimowego wejścia na ośmiotysięcznik Kanczendzonga.
- 1990 – W Wilnie około 300 tys. demonstrantów domagało się niepodległości Litwy.
- 1991 – Slobodan Milošević został prezydentem Serbii.
- 1992:
  - Album Nevermind zespołu Nirvana osiągnął pierwszą pozycję na liście Billboard 200.
  - Amerykański piosenkarz Paul Simon wystąpił w RPA jako pierwszy znany zagraniczny artysta po zniesieniu sankcji ONZ.
  - Prezydent Algierii Szadli Bendżedid został zmuszony do ustąpienia ze stanowiska w związku ze zwycięstwem radykalnego Islamskiego Frontu Ocalenia w pierwszej turze wyborów parlamentarnych.
- 1995:
  - Papież Jan Paweł II rozpoczął wizytę na Filipinach.
  - W katastrofie samolotu DC-9 w kolumbijskim mieście Cartagena de Indias zginęło 51 osób.
- 1996:
  - Odbyły się uroczystości pogrzebowe byłego prezydenta Francji François Mitterranda.
  - Ryūtarō Hashimoto został premierem Japonii.
- 1998 – W wiosce Sidi Hammad leżącej 30 km na południe od Algieru islamscy terroryści zamordowali co najmniej 120 osób.
- 1999 – Bülent Ecevit został po raz czwarty premierem Turcji.
- 2002 – Do amerykańskiej bazy Guantanamo na Kubie przywieziono pierwszych jeńców podejrzanych o terroryzm.
- 2003 – Kończący urzędowanie gubernator Illinois George Ryan ułaskawił wszystkich 167 skazanych na karę śmierci w tym stanie, zamieniając wyroki 164 z nich na dożywocie, a trzech na 40 lat pozbawienia wolności.
- 2007:
  - Alfred Gusenbauer został kanclerzem Austrii.
  - Chiny przeprowadziły pierwszą udaną próbę zestrzelenia satelity.
  - Rozpoczęła się burza lodowa w Ameryce Północnej.
  - Wietnam został przyjęty do Światowej Organizacji Handlu (WTO).
- 2008:
  - Amerykańska lekkoatletka Marion Jones, oskarżona o składanie fałszywych zeznań w sprawie własnej afery dopingowej, została skazana na pół roku pozbawienia wolności.
  - W Redfield w stanie Arkansas zawalił się maszt radiowy KATV Tower (609,6 m).
- 2011 – Dokonano oblotu chińskiego myśliwca wielozadaniowego Chengdu J-20.
- 2013:
  - Podpisano porozumienie kończące trwający od września poprzedniego roku lokaut w NHL.
  - Wojna domowa w Mali: rozpoczęła się francuska wojskowa operacja reagowania kryzysowego.
- 2015 – Kolinda Grabar-Kitarović zwyciężyła w II turze wyborów prezydenckich w Chorwacji, pokonując ubiegającego się o reelekcję Ivo Josipovicia.
- 2016 – Casten Nemra został prezydentem Wysp Marshalla.
- 2017 – Bjarni Benediktsson został premierem Islandii.
- 2020:
  - Hajsam ibn Tarik Al Sa’id został sułtanem Omanu.
  - Ubiegająca się o reelekcję Tsai Ing-wen wygrała wybory prezydenckie na Tajwanie.
- 2021 – Papież Franciszek w motu proprio Spiritus Domini(inne języki) dokonał zmiany w prawie kanonicznym, zezwalając kobietom na posługę akolity i lektora[5].

## Eksploracja kosmosu
- 1985 – Radziecka sonda Wega 1 przeleciała obok Wenus.

## Urodzili się
- 347 – Teodozjusz I Wielki, cesarz rzymski (zm. 395)
- 842 – Abd Allah, emir Kordowy (zm. 912)
- 1322 – Kōmyō, cesarz Japonii (zm. 1380)
- 1359 – Go-En’yū, cesarz Japonii (zm. 1393)
- 1395 – Michalina Walezjuszka, księżniczka francuska, księżna Burgundii (zm. 1422)
- 1503 – Parmigianino, włoski malarz, grafik (zm. 1540)
- 1582 – Mikołaj Henel, śląski regionalista, syndyk, biograf, kronikarz, historyk (zm. 1656)
- 1615 – Katarzyna Wittelsbach, księżna Palatynatu-Neuburg (zm. 1651)
- 1632 – (data chrztu) Adam Frans van der Meulen, flamandzki malarz, projektant gobelinów (zm. 1690)
- 1638 – Nicolaus Steno, duński duchowny katolicki, wikariusz apostolski północnych Niemiec, biskup pomocniczy Münster, anatom, geolog, błogosławiony (zm. 1686)
- 1642 – Johann Friedrich Alberti(inne języki), niemiecki kompozytor, organista (zm. 1710)
- 1645 – Matthias Rauchmiller, niemiecki rzeźbiarz, malarz (zm. 1686)
- 1671 – François-Marie de Briglie, francuski arystokrata, dowódca wojskowy, dyplomata, marszałek Francji (zm. 1745)
- 1695 – Francis Scott, brytyjski arystokrata, polityk (zm. 1751)
- 1707 – Vincenzo Riccati, włoski uczony, jezuita (zm. 1775)
- 1746 – František Adam Miča(inne języki), czeski kompozytor (zm. 1811)
- 1755 (lub 1757) – Alexander Hamilton, amerykański polityk, sekretarz skarbu (zm. 1804)
- 1760 – Oliver Wolcott Jr., amerykański polityk, finansista (zm. 1833)
- 1788 – William Thomas Brande(inne języki), brytyjski chemik (zm. 1866)
- 1797 – Carl Rottman, niemiecki malarz (zm. 1850)
- 1800 – Ányos Jedlik, węgierski fizyk, wynalazca, wykładowca akademicki (zm. 1895)
- 1801:
  - Honório Hermeto Carneiro Leão, brazylijski polityk, dyplomata, sędzia (zm. 1856)
  - Ludwig Friedrich Kämtz, niemiecki fizyk, meteorolog, wykładowca akademicki (zm. 1867)
- 1802 – Christian Friedrich Wilhelm Roller, niemiecki psychiatra (zm. 1878)
- 1803:
  - Jan Antoni Farina, włoski duchowny katolicki, biskup Treviso, święty (zm. 1888)
  - Dudley Coutts Stuart, brytyjski arystokrata, polityk (zm. 1854)
- 1806 – Michał Borch, polski tłumacz, pisarz, bibliofil, polityk (zm. 1881)
- 1807 – Józef Dzierzkowski, polski pisarz, publicysta (zm. 1865)
- 1810 – Johann Ludwig Krapf, niemiecki misjonarz, odkrywca, etnolog, lingwista (zm. 1881)
- 1811 – Aleksander Dunin Borkowski, polski poeta, publicysta, polityk (zm. 1896)
- 1814 – James Paget, brytyjski chirurg (zm. 1899)
- 1815 – John A. Macdonald, kanadyjski polityk, pierwszy premier Kanady (zm. 1891)
- 1818 – Daniel Silvan Evans, walijski duchowny anglikański, leksykograf, pedagog, poeta (zm. 1903)
- 1819 – Franciszek Ksawery Seelos, niemiecki redemptorysta, błogosławiony (zm. 1867)
- 1822 – Alfred Hausner, austriacki bankier, kupiec, polityk (zm. 1887)
- 1824 – Johann Schneider, niemiecki duchowny katolicki, Sługa Boży (zm. 1876)
- 1825:
  - Ignatz Grünfeld, niemiecki architekt, mistrz i przedsiębiorca budowlany pochodzenia żydowskiego (zm. 1894)
  - William Spottiswoode, brytyjski matematyk, fizyk, wykładowca akademicki (zm. 1883)
  - Bayard Taylor, amerykański poeta, podróżnik, autor reportaży i książek podróżniczych, tłumacz, polityk (zm. 1878)
- 1827 – Rajner Ferdynand Habsburg, arcyksiążę austriacki, generał, polityk, premier Austrii (zm. 1913)
- 1830 – Ludwik Zwierzdowski, polski oficer, uczestnik powstania styczniowego (zm. 1864)
- 1832 – Hugo Hurter, szwajcarski jezuita, teolog (zm. 1914)
- 1833:
  - Rogeriusz Binkowski, polski duchowny katolicki, franciszkanin (zm. 1904)
  - Michaił Clodt, rosyjski malarz pochodzenia niemieckiego (zm. 1902)
  - Yixin, mandżurski książę (zm. 1898)
- 1835 – Jan Dzierżysław Tarnowski, polski ziemianin, polityk (zm. 1894)
- 1842 – William James, amerykański filozof, psycholog, wykładowca akademicki (zm. 1910)
- 1847 – Ormond Stone, amerykański astronom, matematyk, pedagog (zm. 1933)
- 1848:
  - Henryk Gierszyński, polski lekarz, polityk, działacz emigracyjny (zm. 1930)
  - Wasyl Nahirnyj, ukraiński architekt, działacz społeczny (zm. 1921)
- 1849:
  - Oskar Lassar, niemiecki dermatolog, bajkopisarz (zm. 1907)
  - Moritz Piesch, polski fabrykant pochodzenia żydowskiego (zm. 1908)
  - Ignacio Pinazo Camarlench, hiszpański malarz, grafik (zm. 1916)
- 1850:
  - Joseph Charles Arthur, amerykański mykolog, fitopatolog, wykładowca akademicki (zm. 1942)
  - Filip von Ferrary, francuski filatelista (zm. 1917)
  - Feliks Langenfeld, austriacki urzędnik wojskowy (zm. 1930)
- 1851 – George E. Waldo, amerykański prawnik, polityk (zm. 1942)
- 1852:
  - Konstantin Fehrenbach, niemiecki polityk, przewodniczący Reichstagu, kanclerz Niemiec (zm. 1926)
  - František Kordač, czeski duchowny katolicki, arcybiskup praski, teolog, wykładowca akademicki, polityk (zm. 1934)
- 1854 – (lub 8 stycznia) Samuel Liddell MacGregor Mathers, brytyjski okultysta, mag (zm. 1918)
- 1856 – Christian Sinding, norweski kompozytor, pedagog muzyczny (zm. 1941)
- 1857:
  - Fred Archer(inne języki), brytyjski dżokej (zm. 1886)
  - Władimir Biezobrazow, rosyjski generał (zm. 1932)
- 1858:
  - Harry Gordon Selfridge, amerykańsko-brytyjski przedsiębiorca (zm. 1947)
  - Jan Tkaczyk, polski nauczyciel, działacz społeczny, filomata pomorski, pszczelarz (zm. 1945)
- 1859:
  - Francisco d’Andrade, portugalski śpiewak operowy (baryton) (zm. 1921)
  - Armengol Coll y Armengol, hiszpański duchowny katolicki, klaretyn, misjonarz, etnolog, prefekt apostolski Wysp Annobon, Corisco i Fernando Poo i wikariusz apostolski Fernando Poo (zm. 1918)
  - Josephine Crowell, amerykańska aktorka pochodzenia kanadyjskiego (zm. 1932)
  - George Curzon, brytyjski polityk, wicekról Indii, minister spraw zagranicznych (zm. 1925)
  - John Tengo Jabavu, południowoafrykański działacz na rzecz praw ludności czarnoskórej (zm. 1921)
- 1860 – Jerzy Fryderyk Radziwiłł, polski ziemianin (zm. 1914)
- 1861 – Władysław Poderni, polski generał brygady (zm. 1928)
- 1862 – Kazimierz Ostaszewski-Barański, polski dziennikarz, publicysta, pisarz historyczny (zm. 1913)
- 1864:
  - Thomas Dixon, amerykański pisarz, scenarzysta filmowy (zm. 1946)
  - Bolesław Mikiewicz, polski szachista, adwokat (zm. 1925)
  - William Spry, amerykański polityk (zm. 1929)
- 1865 – Johannes Hartmann, niemiecki astronom (zm. 1936)
- 1867 – Edward Bradford Titchener, brytyjsko-amerykański psycholog (zm. 1927)
- 1868:
  - Cai Yuanpei, chiński naukowiec, polityk (zm. 1940)
  - William Purnell Jackson, amerykański polityk, senator (zm. 1939)
  - Louis-Lucien Klotz, francuski polityk pochodzenia żydowskiego (zm. 1930)
- 1871 – Robert Kienböck, austriacki radiolog (zm. 1953)
- 1872:
  - Herbert Baddeley, brytyjski tenisista (zm. 1931)
  - Wilfred Baddeley, brytyjski tenisista (zm. 1929)
  - Béla Hajts, słowacki nauczyciel, przyrodnik, pomolog, krajoznawca, działacz turystyczny (zm. 1926)
  - George Washington Pierce, amerykański fizyk, wykładowca akademicki (zm. 1956)
  - George Joseph Smith, brytyjski bigamista, seryjny morderca (zm. 1915)
- 1873 – Adolf Heilborn, niemiecki lekarz, pisarz, tłumacz (zm. 1941)
- 1874 – Alfonso Quiñónez Molina, salwadorski polityk, wiceprezydent i prezydent Salwadoru (zm. 1950)
- 1875 – Fritz Manteuffel, niemiecki gimnastyk (zm. 1941)
- 1876 – Stanisław Lack, polski poeta, myśliciel, tłumacz, krytyk literacki i teatralny pochodzenia żydowskiego (zm. 1909)
- 1880 – Tomasz Parczewski, polski filozof, wykładowca akademicki (zm. 1932)
- 1881 – Roman Leitgeber, polski dziennikarz, wydawca, działacz społeczny i polityczny (zm. 1954)
- 1882 – Gustave Vanderstappen, belgijski piłkarz (zm. 1955)
- 1883:
  - Nello Beccari, włoski antropolog, anatom, wykładowca akademicki (zm. 1957)
  - Kazimierz Sośnicki, polski filozof, wykładowca akademicki (zm. 1976)
- 1885 – Alice Paul, amerykańska sufrażystka (zm. 1977)
- 1886:
  - Chester Conklin, amerykański aktor, komik (zm. 1971)
  - Józef Relidzyński, polski poeta, prozaik, scenarzysta, żołnierz Legionów Polskich (zm. 1964)
  - Elsa Rendschmidt, niemiecka łyżwiarka figurowa (zm. 1969)
  - Thomas Thould, brytyjski piłkarz wodny (zm. 1971)
  - George Zucco, brytyjski aktor (zm. 1960)
- 1887 – Aldo Leopold, amerykański leśnik, ekolog (zm. 1948)
- 1888 – Stanisław Nowakowski, polski geograf, podróżnik (zm. 1938)
- 1889:
  - Jan Kratochvíl, czechosłowacki generał dywizji (zm. 1975)
  - Konstanty Moldenhawer, polski fitogenetyk, wykładowca akademicki (zm. 1962)
  - Ante Premužić, inżynier leśnictwa, pedagog, wyższy doradca ministerialny (zm. 1979)
- 1890:
  - Karl Bohnenkamp, niemiecki pilot wojskowy, as myśliwski (zm. 1930)
  - Harold Bride, brytyjski radiooficer na „Titanicu” (zm. 1956)
  - Józef Kwaciszewski, polski generał brygady (zm. 1958)
  - Karol Świnarski, polski podpułkownik piechoty (zm. 1935)
- 1891:
  - Maksymilian Fingerchut, polski inżynier górniczy, geolog, urzędnik, przedsiębiorca pochodzenia żydowskiego (zm. 1955)
  - Edmund Adam Jarzyński, polski działacz spółdzielczy i krajoznawczy (zm. 1973)
  - Izabela Kunicka, polska aktorka, reżyserka teatralna, pedagog (zm. 1974)
  - Feliks Rapf, polski pedagog, publicysta, działacz turystyczny i społeczny (zm. 1972)
- 1892:
  - Francis Xavier Ford, amerykański duchowny katolicki, misjonarz, biskup Jiaying, męczennik, Sługa Boży (zm. 1952)
  - Paweł Łuczak, polski major piechoty (zm. 1940)
  - Carlo Toniatti, włoski wioślarz, brązowy (zm. 1968)
- 1893:
  - Georg Meyer, niemiecki pilot wojskowy, as myśliwski (zm. 1926)
  - Tancredi Pasero, włoski śpiewak operowy (bas) (zm. 1983)
  - Kazimierz Piech, polski porucznik rezerwy piechoty, botanik, cytolog, wykładowca akademicki (zm. 1944)
  - Rekared de los Ríos Fabregat, hiszpański salezjanin, męczennik, błogosławiony (zm. 1936)
- 1894:
  - Alexander Hall(inne języki), amerykański reżyser filmowy (zm. 1968)
  - Feliks Jędrychowski, polski pułkownik piechoty (zm. 1942)
  - Fritz Ritterbusch, niemiecki funkcjonariusz i zbrodniarz nazistowski (zm. 1946)
- 1895:
  - Laurens Hammond, amerykański inżynier, wynalazca organów Hammonda (zm. 1973)
  - Wiktor Ryl, polski podpułkownik pilot, kolarz torowy (zm. 1976)
- 1896:
  - Stiepan Akimow, radziecki generał porucznik (zm. 1941)
  - Umberto De Morpurgo, włoski tenisista (zm. 1961)
  - Al Laney, amerykański dziennikarz sportowy (zm. 1988)
  - Heinrich Stuhlfauth, niemiecki piłkarz, bramkarz (zm. 1966)
- 1897:
  - Kazimierz Burzyński, polski kapitan pilot (zm. 1944)
  - Paweł Dylong, polski działacz komunistyczny (zm. 1971)
  - August Heissmeyer, niemiecki funkcjonariusz i zbrodniarz nazistowski (zm. 1979)
  - Higinio Morínigo, paragwajski generał, polityk, prezydent Paragwaju (zm. 1983)
  - Kazimierz Nowak, polski podróżnik (zm. 1937)
- 1898:
  - Ivor Campbell, kanadyjski wioślarz, lekarz pochodzenia szkockiego (zm. 1971)
  - Boris Richter, radziecki generał major, kolaborant (zm. 1945)
- 1899:
  - Kanstancyja Bujło, białoruska poetka (zm. 1986)
  - Stanisław Kazimierz Krahelski, polski rotmistrz (zm. 1940)
  - Eva Le Gallienne, amerykańska aktorka, producentka, reżyserka teatralna, scenarzystka, pisarka (zm. 1991)
  - Horacy Safrin, żydowski poeta, satyryk, tłumacz (zm. 1980)
- 1900 – Maria Stencel, polska pielęgniarka, pedagog (zm. 1985)
- 1901:
  - Joachim Ernest Anhalcki, nominalnie ostatni książę Anhaltu (zm. 1947)
  - Walter Dyett, amerykański skrzypek, pedagog (zm. 1969)
  - Romualda Franciszka Grzanka, polska zakonnica, Służebnica Boża (zm. 1941)
  - Władysław Mierzyński, polski dyplomata (zm. 1944)
- 1902:
  - Konrad Bielski, polski prawnik, pisarz (zm. 1970)
  - Teodor Bolduan, kaszubski samorządowiec (zm. 1939)
  - Maurice Duruflé, francuski kompozytor, organista, pedagog (zm. 1986)
- 1903:
  - András Dékány, węgierski pisarz, krytyk literacki, dziennikarz (zm. 1967)
  - Alan Paton, południowoafrykański pisarz, działacz społeczny, polityk (zm. 1988)
  - Domenico Piemontesi, włoski kolarz szosowy (zm. 1987)
  - Jakob Rosenfeld, austriacki lekarz pochodzenia żydowskiego (zm. 1952)
- 1904:
  - Adam Doboszyński, polski porucznik saperów, pisarz, działacz polityczny (zm. 1949)
  - Johannes Viljoen, południowoamerykański wszechstronny lekkoatleta (zm. 1976)
- 1905:
  - Helena Bartošová-Schützová, słowacka śpiewaczka operowa (sopran) pochodzenia czesko-węgierskiego (zm. 1981)
  - Clyde Kluckhohn, amerykański antropolog kulturowy, wykładowca akademicki (zm. 1960)
  - Paweł Siudak, polski urzędnik państwowy (zm. 1972)
- 1906:
  - Albert Hofmann, szwajcarski chemik (zm. 2008)
  - Eugeniusz Konopacki, polski harcmistrz, żołnierz AK, uczestnik powstania warszawskiego (zm. 1954)
  - Vilmos Zombori, rumuński piłkarz, bramkarz (zm. 1993)
- 1907:
  - Abraham Joshua Heschel, żydowski teolog, filozof (zm. 1972)
  - Pierre Mendès-France, francuski polityk, premier Francji pochodzenia żydowskiego (zm. 1982)
- 1908:
  - Dmitrij Błochincew, rosyjski fizyk teoretyczny, wykładowca akademicki (zm. 1979)
  - Leon Keyserling, amerykański prawnik, ekonomista (zm. 1987)
  - Leon Murzynowski, polski przedsiębiorca, samorządowiec, prezydent Poznania (zm. 1965)
  - Lionel Stander, amerykański aktor (zm. 1994)
- 1909:
  - Gunnar Berg, duński kompozytor (zm. 1989)
  - Edward Ran, polski bokser (zm. 1968)
  - Anna Tarniewicz, polska rolniczka, polityk, poseł na Sejm PRL (zm. 1987)
  - Harold Thomas, nowozelandzki bokser (zm. 1933)
- 1910:
  - Ludwig Borinski, niemiecki anglista, wykładowca akademicki pochodzenia żydowskiego (zm. 1998)
  - Trygve Bratteli, norweski polityk, premier Norwegii (zm. 1984)
  - Jadwiga Klimaszewska, polska etnografka, wykładowczyni akademicka (zm. 2006)
  - Sigurd Nilsson, szwedzki biegacz narciarski (zm. 1972)
- 1911:
  - George Benson(inne języki), brytyjski aktor (zm. 1983)
  - Eduardo Frei Montalva, chilijski polityk, prezydent Chile (zm. 1982)
  - Zenkō Suzuki, japoński polityk, premier Japonii (zm. 2004)
  - Jerzy Zarzycki, polski reżyser i scenarzysta filmowy (zm. 1971)
- 1912:
  - Nick Cravat, amerykański aktor, kaskader, akrobata (zm. 1994)
  - Bolesław Geraga, polski działacz komunistyczny, prezydent Łodzi (zm. 1986)
  - Bill Hermann, amerykański gimnastyk (zm. 2003)
- 1913:
  - Lona Cohen, amerykańska działaczka komunistyczna, agentka radzieckiego wywiadu pochodzenia polskiego (zm. 1992)
  - Stanisław Kłosowski, polski chorąży pilot (zm. 1971)
  - Wasyl Kuk, ukraiński działacz wojskowy i nacjonalistyczny, ostatni dowódca UPA (zm. 2007)
- 1914 – Dorothy Jeakins, amerykańska kostiumografka (zm. 1995)
- 1915:
  - Veda Ann Borg, amerykańska aktorka (zm. 1973)
  - Luise Krüger, niemiecka lekkoatletka, oszczepniczka (zm. 2001)
  - Anna Lanota, polska nauczycielka, dziennikarka (zm. 2008)
- 1916 – Bernard Blier, francuski aktor (zm. 1989)
- 1917:
  - Kazimierz Florek, polski malarz (zm. 1996)
  - John Robarts, kanadyjski polityk, premier Ontario (zm. 1982)
- 1918:
  - Kazimierz Grzybowski, polski podpułkownik, żołnierz AK, uczestnik powstania warszawskiego (zm. 2009)
  - John Mackey, nowozelandzki duchowny katolicki pochodzenia irlandzkiego, biskup Auckland (zm. 2014)
  - Edward A. Murphy, amerykański inżynier lotniczy (zm. 1990)
  - Gunnar Sønsteby, norweski bohater narodowy, członek norweskiego ruchu oporu podczas II wojny światowej (zm. 2012)
  - Adam Szeworski, polski ekonomista, wykładowca akademicki (zm. 2014)
- 1919:
  - Jan Lutostański, polski podchorąży, uczestnik powstania warszawskiego (zm. 2005)
  - Jerzy Lutostański, polski podporucznik rezerwy kawalerii (zm. 1939)
  - Stan Pearson, angielski piłkarz (zm. 1997)
- 1920:
  - Ryszard Baranowski, polski matematyk, fizyk, agronom (zm. 2000)
  - Sławko Janewski, macedoński prozaik, poeta, eseista, scenarzysta filmowy (zm. 2000)
- 1921:
  - Nicolás Falero, urugwajski piłkarz (zm. 1986)
  - Héctor García Godoy, dominikański adwokat, dyplomata, polityk, samozwańczy prezydent Dominikany (zm. 1970)
  - Gory Guerrero, amerykański wrestler pochodzenia meksykańskiego (zm. 1990)
- 1922:
  - Eduardo Airaldi Rivarola, peruwiański koszykarz, trener, sędzia, działacz sportowy (zm. 1992)
  - Hanna Czaki, polska działaczka młodzieżowa, harcerka, łączniczka AK (zm. 1944)
  - Erving Goffman, amerykański socjolog, pisarz, wykładowca akademicki pochodzenia kanadyjskiego (zm. 1982)
  - Bálint Telegdi, węgierski fizyk jądrowy, wykładowca akademicki (zm. 2006)
- 1923:
  - Kathleen Byron, brytyjska aktorka (zm. 2009)
  - Paavo Lonkila, fiński biegacz narciarski (zm. 2017)
  - Ernst Nolte, niemiecki historyk (zm. 2016)
  - Carroll Shelby, amerykański kierowca wyścigowy, konstruktor samochodów sportowych (zm. 2012)
- 1924:
  - Don Cherry(inne języki), amerykański piosenkarz (zm. 2018)
  - Roger Guillemin, francusko-amerykański endokrynolog, wykładowca akademicki, laureat Nagrody Nobla (zm. 2024)
- 1925:
  - Jerzy Giergielewicz, polski neurolog, pisarz, więzień obozów koncentracyjnych (zm. 2012)
  - Maung Maung, birmański polityk, pisarz (zm. 1994)
- 1926:
  - Lew Diomin, rosyjski pułkownik lotnictwa, kosmonauta (zm. 1998)
  - Jerzy Ofierski, polski pisarz, satyryk, aktor kabaretowy (zm. 2007)
- 1927:
  - John Lynch, brytyjski historyk, wykładowca akademicki (zm. 2018)
  - Zdzisław Morawski, polski dziennikarz (zm. 2005)
- 1928:
  - Henryk Dominiczak, polski historyk, wykładowca akademicki
  - Jan Dziewulski, polski ekonomista, wykładowca akademicki (zm. 2010)
  - Pio Larsen, norweski pisarz, dziennikarz (zm. 1982)
  - Bolesław Lubosz, polski prozaik, poeta, eseista, satyryk, tłumacz (zm. 2001)
- 1929:
  - Alina Kamińska, polska chemik, wykładowczyni akademicka (zm. 2024)
  - Manuel Mireles Vaquera, meksykański duchowny katolicki, prałat terytorialny El Salto (zm. 2021)
  - Wanda Wiłkomirska, polska skrzypaczka, pedagog (zm. 2018)
- 1930:
  - Eugeniusz Kabatc, polski pisarz, tłumacz (zm. 2020)
  - Witold Skaruch, polski aktor (zm. 2010)
  - Rod Taylor, australijski aktor (zm. 2015)
- 1931:
  - Cirilo Almario, filipiński duchowny katolicki, biskup Malolos (zm. 2016)
  - Peter Baldwin(inne języki), amerykański aktor, reżyser filmowy i telewizyjny (zm. 2017)
  - Mieczysław Inglot, polski historyk literatury, profesor nauk humanistycznych (zm. 2019)
  - Aleksander Müller, polski ekonomista, wykładowca akademicki (zm. 2012)
  - Andrzej Wilczkowski, polski wynalazca, alpinista (zm. 2022)
- 1932:
  - Alfonso Arau, meksykański reżyser, scenarzysta i producent filmowy
  - Edward Bajda, polski polityk, poseł na Sejm PRL (zm. 2021)
  - Wawrzyniec Dominiak, polski polityk, poseł na Sejm kontraktowy (zm. 2020)
  - Leszek Gilejko, polski socjolog, wykładowca akademicki (zm. 2013)
  - Andrzej Lasota, polski matematyk, wykładowca akademicki (zm. 2006)
- 1933:
  - Fathi Arafat, palestyński lekarz, polityk, brat Jasera (zm. 2004)
  - Barbara Grabowska-Olszewska, polska geolog, wykładowczyni akademicka (zm. 2023)
  - Ervin Haág, węgierski szachista (zm. 2018)
  - Kazimierz Młynarz, polski działacz kulturalny i filmowy, publicysta, animator kultury (zm. 1999)
- 1934:
  - Jean Chrétien, kanadyjski polityk, premier Kanady
  - C.A.R. Hoare, brytyjski informatyk
  - Michał Oliwiecki, polski działacz społeczny i państwowy, prezydent Elbląga (zm. 2023)
  - Mitchell Ryan, amerykański aktor (zm. 2022)
  - Édouard Stako, francuski piłkarz, trener (zm. 2008)
  - Sven Wollter, szwedzki aktor (zm. 2020)
- 1935:
  - Asar Eppel, rosyjski pisarz, tłumacz (zm. 2012)
  - Zenon Hajduga, polski hokeista, trener, działacz sportowy (zm. 2023)
  - Melvyn Hayes, brytyjski aktor
  - Colm O’Reilly, irlandzki duchowny katolicki, biskup Ardagh i Clonmacnoise
- 1936:
  - Barbara Gorgoń-Flont, polska saneczkarka (zm. 2020)
  - Marian Kociniak, polski aktor, piosenkarz (zm. 2016)
  - Charles Porter, australijski lekkoatleta, skoczek wzwyż (zm. 2020)
  - Masashi Watanabe, japoński piłkarz, trener (zm. 1995)
- 1937:
  - Henryk Boukołowski, polski aktor, reżyser teatralny (zm. 2020)
  - Francis Palmade, francuski sędzia rugby
  - Juan José Rodríguez, argentyński piłkarz (zm. 1993)
- 1938:
  - Jan Antosik, polski ekonomista, polityk, minister gospodarki materiałowej, wiceprezes NIK (zm. 2023)
  - Roman Michalski, polski aktor, reżyser teatralny
  - Czesław Nowak, polski polityk, poseł na Sejm RP
  - Michel Pelchat, francuski kolarz przełajowy (zm. 1975)
  - Rémi Sainte-Marie, kanadyjski duchowny katolicki, biskup Dedza, arcybiskup Lilongwe (zm. 2022)
  - Arthur Scargill, brytyjski związkowiec, polityk
  - Barbara Zahorska-Markiewicz, polska internistka (zm. 2018)
- 1939:
  - Tetsuya Chiba, japoński mangaka
  - Anne Heggtveit, kanadyjska narciarka alpejska
  - Jerzy Piórecki, polski biolog
  - Richard Posner, amerykański prawnik pochodzenia żydowskiego
- 1940:
  - Franco Balmamion, włoski kolarz szosowy
  - Geraldo Antônio Martins, brazylijski piłkarz (zm. 2018)
  - Jozef Štibrányi, słowacki piłkarz
  - Andres Tarand, estoński polityk, premier Estonii
- 1941:
  - Gérson, brazylijski piłkarz
  - Wolf Lepenies, niemiecki socjolog, politolog
  - Sérgio Gonçalves Lopes, brazylijski piłkarz (zm. 2024)
  - Pak Seung-zin, północnokoreański piłkarz (zm. 2011)
  - Virgílio Pereira, portugalski nauczyciel, samorządowiec, polityk, eurodeputowany (zm. 2021)
- 1942:
  - Clarence Clemons, amerykański muzyk, aktor (zm. 2011)
  - Maria Materska, polska psycholog, nauczycielka akademicka (zm. 2025)
  - Honorat Wiśniewski, polski trener lekkoatletyki (zm. 2004)
  - Zbigniew Witaszek, polski polityk, poseł na Sejm RP
- 1943:
  - Paweł Antoniewski, ukraiński muzyk, pedagog pochodzenia polskiego
  - Stan Ivar, amerykański aktor
  - Jacek Kurczewski, polski socjolog, polityk, poseł na Sejm RP, wicemarszałek
  - Eduardo Mendoza, hiszpański pisarz
  - Aleksander Posern-Zieliński, polski etnolog, antropolog kulturowy
- 1944:
  - Gerd Böckmann(inne języki), niemiecki aktor
  - Maciej Damięcki, polski aktor (zm. 2023)
- 1945:
  - Christine Kaufmann, niemiecka aktorka (zm. 2017)
  - Gieorgij Taratorkin, rosyjski aktor (zm. 2017)
- 1946:
  - Lou Deprijck, belgijski piosenkarz, kompozytor, producent muzyczny (zm. 2023)
  - Perry Harris, nowozelandzki rugbysta (zm. 2021)
  - Naomi Judd, amerykańska piosenkarka country (zm. 2022)
  - Jean-Yves Lechevallier, francuski malarz, rzeźbiarz
  - John Piper, amerykański duchowny protestancki, publicysta
  - Ludmyła Poradnyk, ukraińska piłkarka ręczna
  - Ryszard Poznakowski, polski muzyk, kompozytor, członek zespołów: Czerwono-Czarni i Trubadurzy (zm. 2024)
- 1947:
  - Carry Geijssen, holenderska łyżwiarka szybka
  - Sławomir Grabowy, polski rysownik, grafik (zm. 2024)
  - Martin Štěpánek, czeski aktor (zm. 2010)
- 1948:
  - Ján Čapkovič, słowacki piłkarz
  - Jozef Čapkovič, słowacki piłkarz
  - Terry Goodkind, amerykański pisarz fantasy (zm. 2020)
  - Joe Harper, szkocki piłkarz, trener
  - Evelyn Konou, marszalska polityczka (zm. 2020)
  - Eleazar Soria, peruwiański piłkarz (zm. 2021)
  - Terry Williams, brytyjski perkusista, członek zespołów Rockpile(inne języki) i Dire Straits
  - Manfred Wolf, niemiecki skoczek narciarski
- 1949:
  - Bogdan Borusewicz, polski działacz opozycji antykomunistycznej, polityk, poseł i senator RP, marszałek Senatu
  - Jan Druyff, holenderski przedsiębiorca, filantrop
  - Chris Ford, amerykański koszykarz (zm. 2023)
  - Witold Gintowt-Dziewałtowski, polski samorządowiec, polityk, prezydent Elbląga, senator RP
  - Kalev Ots, estoński polityk, premier Estonii na emigracji
  - Helmut Zenker, austriacki poeta, prozaik (zm. 2003)
- 1950:
  - Juha Korkeaoja, fiński rolnik, polityk
  - Lars-Erik Lövdén, szwedzki prawnik, polityk
  - Ryszard Skubisz, polski prawnik
- 1951:
  - Andrzej Kaszlej, polski historyk (zm. 2018)
  - Jan Kempara, polski generał dywizji
  - Lucyna Koczwara, polska lekkoatletka, wieloboistka (zm. 2019)
  - Héctor Javier Pizarro Acevedo, kolumbijski duchowny katolicki, wikariusz apostolski Trinidadu
  - Philip Tartaglia, brytyjski duchowny katolicki, biskup Paisley, arcybiskup metropolita Glasgow (zm. 2021)
  - Hans Wijers, holenderski ekonomista, przedsiębiorca, polityk
- 1952:
  - Bille Brown, australijski aktor (zm. 2013)
  - Diana Gabaldon, amerykańska pisarka pochodzenia brytyjsko-meksykańskiego
  - Romano La Russa, włoski polityk, eurodeputowany
  - Piotr Prieto, hiszpański duchowny katolicki
  - Lee Ritenour, amerykański gitarzysta, członek zespołu Fourplay
  - Piotr Skórzyński, polski poeta, eseista, krytyk literacki, publicysta (zm. 2008)
- 1953:
  - Werner Betz, niemiecki kolarz szosowy i torowy
  - Trygve Johannessen, norweski piłkarz, trener
  - Eduard Kučera, czeski informatyk, przedsiębiorca
  - Maciej Negrey, polski kompozytor, muzykolog
  - Rigoberto Riasco, panamski bokser (zm. 2022)
- 1954:
  - Jaak Aaviksoo, estoński fizyk, polityk
  - Tahar Djaout, algierski prozaik, poeta, dziennikarz (zm. 1993)
  - Piotr Grzymowicz, polski samorządowiec, prezydent Olsztyna
  - Leszek Jabłonowski, polski szablista
  - Ewa Pakulska, polska montażystka filmowa (zm. 1999)
  - Barbara Prammer, austriacka polityk (zm. 2014)
  - Kailash Satyarthi, indyjski działacz społeczny, obrońca praw człowieka, laureat Pokojowej Nagrody Nobla
- 1955:
  - Bogdan Białek, polski dziennikarz
  - Drew Minter, amerykański reżyser i śpiewak operowy (kontratenor)
  - Dżamal Zahalika, izraelski polityk pochodzenia arabskiego
- 1956:
  - Phyllis Logan, brytyjska aktorka
  - Jan Pilch, polski perkusista, pedagog muzyczny (zm. 2022)
  - Zbigniew Torzecki, polski kajakarz
- 1957:
  - Maria Rosaria Omaggio, włoska aktorka (zm. 2024)
  - José Reinaldo de Lima, brazylijski piłkarz
  - Bryan Robson, angielski piłkarz
- 1958:
  - Hervé Granger-Veyron, francuski szablista
  - Jacek Kęcik, polski aktor, reżyser i scenarzysta widowisk, programów telewizyjnych, teledysków i reklam (zm. 2023)
  - Jan Kułaj, polski rolnik, związkowiec, działacz opozycji antykomunistycznej, polityk (zm. 2020)
  - Alyson Reed, amerykańska aktorka, tancerka
  - Shaun Taulbut, brytyjski szachista
  - Trevor Taylor, brytyjski wokalista, członek zespołu Bad Boys Blue (zm. 2008)
- 1959:
  - Abdul Rahman Al-Zeid, saudyjski sędzia piłkarski
  - Lloyd McClendon, amerykański baseballista
  - Raymond Vella, maltański piłkarz
- 1960:
  - David Byrne, południowoafrykański piłkarz, trener pochodzenia angielskiego
  - Mike Turner, amerykański polityk
  - Olli Tyrväinen, fiński żużlowiec
- 1961:
  - Jasper Fforde, brytyjski pisarz
  - Karl Habsburg-Lothringen, austriacki polityk
  - Jiří Kajínek, czeski przestępca
  - Ewa Malik, polska inżynier, polityk, poseł na Sejm RP
  - Vegard Opaas, norweski skoczek narciarski
- 1962:
  - Barbara Haber, polska siatkarka
  - Piotr Kadlčik, polski filolog, tłumacz, działacz społeczności żydowskiej
- 1963:
  - Tracy Caulkins, amerykańska pływaczka
  - Jason Connery, brytyjski aktor
  - Roland Wohlfarth, niemiecki piłkarz
- 1964:
  - Albert Dupontel, francuski aktor, scenarzysta i reżyser filmowy
  - Arto Halonen, fiński reżyser filmów dokumentalnych oraz produkcji i animacji telewizyjnych
- 1965:
  - Edyta Bartosiewicz, polska piosenkarka, autorka tekstów, kompozytorka, producenka muzyczna
  - Emilija Dragiewa, bułgarska lekkoatletka, skoczkini wzwyż
  - Andreja Leskovšek, słoweńska narciarka alpejska
  - Tomasz Olejnik, polski wokalista, autor tekstów, członek zespołu Proletaryat
- 1966:
  - Marc Acito, amerykański pisarz, satyryk, scenarzysta
  - Kelley Law, kanadyjska curlerka
- 1967:
  - Félix Fernández, meksykański piłkarz, bramkarz
  - Lidia Gądek, polska działaczka samorządowa, polityk, poseł na Sejm RP
  - Waldemar Modzelewski, polski rolnik, przedsiębiorca, polityk, poseł na Sejm RP
  - Sérgio Soares, brazylijski piłkarz, trener
- 1968:
  - Ryszard Bartosik, polski rolnik, samorządowiec, polityk, poseł na Sejm RP
  - Anders Borg, szwedzki ekonomista, polityk
  - Titus Corlățean, rumuński prawnik, polityk
  - Tom Dumont, amerykański gitarzysta, członek zespołu No Doubt
  - Agata Kopczyk, polska siatkarka, trenerka
  - Emilio Kovacić, chorwacki koszykarz
  - Ben Rivera, dominikański baseballista
  - Larry Robinson, amerykański koszykarz
- 1969:
  - Maciej Pol, polski iluzjonista
  - Kyle Richards, amerykańska aktorka, celebrytka, filantropka
  - Teodora Ruano, hiszpańska kolarka szosowa i torowa
- 1970:
  - Jason Bittner, amerykański perkusista, członek zespołów: Shadows Fall, Toxik i Flotsam and Jetsam
  - Daniel Buda, rumuński polityk, eurodeputowany
  - Frédéric Daerden, brytyjski polityk, eurodeputowany
  - Franco Davín, argentyński tenisista, trener
  - Chris Jent, amerykański koszykarz, trener
  - Ołeksandr Jewtuszok, ukraiński piłkarz
  - Giovanni Pellielo, włoski strzelec sportowy
  - Mustafa Sandal, turecki piosenkarz
  - José Soto, peruwiański piłkarz, trener
  - Tammy Thomas, amerykańska kolarka torowa
- 1971:
  - Mary J. Blige, amerykańska piosenkarka
  - Leïla Piccard, francuska narciarka alpejska
  - Sandali Sinha, indyjska aktorka, modelka
- 1972:
  - Marc Blucas, amerykański aktor
  - Konstantin Chabienski, rosyjski aktor
  - Piotr Grabowski, polski aktor, reżyser filmowy
  - Andriej Małachow, rosyjski prezenter telewizyjny
  - Dariusz Narolewski, polski trener piłkarski
  - Amanda Peet, amerykańska aktorka
  - Agnieszka Pollo, polska astrofizyk, profesor nauk ścisłych i przyrodniczych
  - Yang Wenyi, chińska pływaczka
- 1973:
  - Joanna Brodzik, polska aktorka
  - Rockmond Dunbar, amerykański aktor
  - Ange Rajaonah, madagaskarska lekkoatletka, tyczkarka
  - Tetiana Wodopjanowa, ukraińska biathlonistka
- 1974:
  - Michael Kohlmann, niemiecki tenisista
  - Jens Nowotny, niemiecki piłkarz
  - Piotr Rocki, polski piłkarz (zm. 2020)
- 1975:
  - Eskil Ervik, norweski łyżwiarz szybki
  - Liu Hongyu, chińska lekkoatletka, chodziarka
  - Matteo Renzi, włoski polityk, premier Włoch
  - Venetian Snares, kanadyjski twórca muzyki elektronicznej
  - Timbuktu, szwedzki raper
- 1976:
  - Piotr Borys, polski polityk, wicemarszałek województwa dolnośląskiego, eurodeputowany
  - Paweł Lekszycki, polski poeta, krytyk literacki
  - Rosdi Talib, malezyjski piłkarz
- 1977:
  - Christian Bauer, francuski szachista
  - Jeff Bean, kanadyjski narciarz dowolny
  - Luke Dimech, maltański piłkarz
  - Anni Friesinger-Postma, niemiecka łyżwiarka szybka
  - Pavle Jovanovic, amerykański bobsleista pochodzenia serbskiego (zm. 2020)
  - Jérôme Kerviel, francuski makler
  - Dijana Kvesić, bośniacka pływaczka
  - Ołeksij Łukaszewycz, ukraiński lekkoatleta, skoczek w dal
  - Antti Pohja, fiński piłkarz
  - Devin Ratray, amerykański aktor
  - Tara Sharma, indyjsko-brytyjska aktorka
  - Wasilij Sigariew(inne języki), rosyjski dramaturg
- 1978:
  - Muhammet Akagündüz, austriacki piłkarz pochodzenia tureckiego
  - Michael Duff, północnoirlandzki piłkarz
  - Kyōko Hamaguchi, japońska zapaśniczka
  - Emile Heskey, angielski piłkarz
  - Joan Lino Martínez, kubańsko-hiszpański lekkoatleta, skoczek w dal
  - Takalani Ndlovu, południowoafrykański bokser
  - Radosław Owczarz, polski perkusista
- 1979:
  - Wyatt Allen, amerykański wioślarz
  - Darren Lynn Bousman, amerykański reżyser filmowy
  - Joana Cortez, brazylijska tenisistka
  - Tressor Moreno, kolumbijski piłkarz
  - Olga Żarkowa, rosyjska curlerka
- 1980:
  - Geovanni, brazylijski piłkarz
  - Jung Jae-eun, południowokoreańska zawodniczka taekwondo
  - Gökdeniz Karadeniz, turecki piłkarz
  - Klaudia Pasternak, polska kompozytorka, dyrygentka
  - Christian Wetklo, niemiecki piłkarz, bramkarz
  - Damien Wilkins, amerykański koszykarz
- 1981:
  - Benjamin Auer, niemiecki piłkarz
  - Jamelia, brytyjska piosenkarka
  - Muhammed Lawal, amerykański zapaśnik, zawodnik MMA
  - Tom Meighan, brytyjski muzyk, wokalista, lider zespołu Kasabian
  - Israel José Rubio, wenezuelski sztangista
  - Per Sandström, szwedzki piłkarz ręczny, bramkarz
  - Jaime Valdés, chilijski piłkarz
  - Ali Zitouni, tunezyjski piłkarz
- 1982:
  - Tony Allen, amerykański koszykarz
  - Amar Benikhlef, algierski judoka
  - Magdalena Biejat, polska działaczka społeczna, polityk, poseł na Sejm i senator RP
  - Dienis Kołodin, rosyjski piłkarz
  - Uroš Mirković, serbski koszykarz
  - Mohammad Nosrati, irański piłkarz
  - Nattaporn Phanrit, tajski piłkarz
  - Eduardo Saragó, wenezuelski trener piłkarski
- 1983:
  - Miho Bošković, chorwacki piłkarz wodny
  - Rachim Czachkijew, rosyjski bokser
  - Uljana Dienisowa, rosyjska biathlonistka
  - Kaisa Mäkäräinen, fińska biathlonistka
  - Matt McKay, australijski piłkarz
  - André Myhrer, szwedzki narciarz alpejski
  - Adrian Sutil, niemiecki kierowca wyścigowy
- 1984:
  - Eddie Alvarez, amerykański zawodnik MMA
  - Anna Frolina, rosyjska biathlonistka
  - Deniss Ivanovs, łotewski piłkarz
  - Oszri Kohen, izraelski aktor
  - Stijn Schaars, holenderski piłkarz
  - Xie Yanze, chińska tenisistka
- 1985:
  - Newton Faulkner, brytyjski gitarzysta, wokalista, kompozytor
  - Rie Fu, japońska piosenkarka
  - Stepan Ghazarian, ormiański piłkarz, bramkarz
  - Aja Naomi King, amerykańska aktorka
  - Kazuki Nakajima, japoński kierowca wyścigowy
  - Aleksandr Pietuchow, kazachski piłkarz, bramkarz
  - Zhang Lei, chińska siatkarka
  - Zoran Erceg, serbski koszykarz
- 1986:
  - Nancy Carrillo, kubański siatkarka
  - Aleksiej Jufkin, rosyjski sztangista
  - Claudio Licciardello, włoski lekkoatleta, sprinter
  - Jarrin Solomon, trynidadzko-tobagijski lekkoatleta, sprinter
- 1987:
  - Danuta Kozák, węgierska kajakarka
  - Ana Salnikowa, gruzińska pływaczka
  - Arkadiusz Świechowski, polski siatkarz
  - Mari Tanaka, japońska tenisistka
  - Jamie Vardy, angielski piłkarz
  - Steven Vitória, kanadyjski piłkarz pochodzenia portugalskiego
- 1988:
  - Kiro, niemiecki basista, członek zespołu Cinema Bizarre
  - Cameron Meyer, australijski kolarz torowy i szosowy
  - Aleksander Ostrowski, polski skialpinista, ratownik górski (zm. 2015)
  - Epiphanny Prince, amerykańska koszykarka
  - Morgane Ribout, francuska judoczka
  - Wang Yimei, chińska siatkarka
- 1989:
  - Urszula Bejga, polska siatkarka
  - Sam Carlson, amerykański narciarz dowolny
  - Marcus Haber, kanadyjski piłkarz
  - Najif Hazzazi, saudyjski piłkarz
  - Matylda Kowal, polska lekkoatletka, biegaczka długodystansowa
- 1990:
  - Ariane Beaumont-Courteau, kanadyjska lekkoatletka, tyczkarka
  - Hicham El Aroui, marokański piłkarz
  - Natalia Krakowiak, polska wokalistka, aktorka
  - Danny Salazar, dominikański baseballista
  - Marco Schönbächler, szwajcarski piłkarz
  - Herbert Sosa, salwadorski piłkarz
  - Nikifor Szczerba, polski hokeista, bramkarz
  - Ján Vlasko, słowacki piłkarz
  - Kotoki Zayasu, japońska siatkarka
- 1991:
  - Bekim Balaj, albański piłkarz
  - Stéphanie Bannwart, szwajcarska siatkarka
  - Andrea Bertolacci, włoski piłkarz
  - Jan Bořil, czeski piłkarz
  - Chen Xiaoting, chińska sztangistka
  - Elaine Genovese, maltańska tenisistka
  - Ilja Szkurieniow, rosyjski lekkoatleta, wieloboista
  - Aldona Magdalena Żebrowska, polska lekkoatletka, kulomiotka
- 1992:
  - Filip Bradarić, chorwacki piłkarz
  - Dani Carvajal, hiszpański piłkarz
  - Laysla De Oliveira, kanadyjska aktorka pochodzenia brazylijskiego
  - Ahmad Mohammadi, irański zapaśnik
  - Barbara Wypych, polska aktorka
- 1993:
  - Chris Boucher, kanadyjski koszykarz
  - Nadia Eke, ghańska lekkoatletka, trójskoczkini
  - Michael Keane, angielski piłkarz
  - Will Keane, angielski piłkarz
  - Sandra Lichtenstein, polska piłkarka
  - Teymur Məmmədov, azerski bokser
  - Ankita Raina, indyjska tenisistka
- 1994:
  - Élisabeth Fedele, francuska siatkarka pochodzenia gabońskiego
  - Desirae Krawczyk, amerykańska tenisistka pochodzenia polskiego
  - José Guilherme de Toledo, brazylijski piłkarz ręczny
- 1995:
  - Giovanni Abagnale, włoski wioślarz
  - Jakob Blåbjerg, duński piłkarz
  - Simon Gustafson, szwedzki piłkarz
  - Anna Korabiec, polska siatkarka
- 1996:
  - Byron Keturakis, kanadyjski siatkarz
  - Wałerij Łuczkewycz, ukraiński piłkarz
  - Diadie Samassékou, malijski piłkarz
  - Leroy Sané, niemiecki piłkarz pochodzenia senegalskiego
  - Alicja Wrona-Kutrzepa, polska lekkoatletka, sprinterka
- 1997:
  - Demetri Mitchell, angielski piłkarz
  - Cody Simpson, australijski piosenkarz, autor tekstów
- 1998:
  - Louisa Johnson, brytyjska piosenkarka, autorka tekstów
  - Dżamal Marzuk Aszur Marzuk, egipski zapaśnik
  - Marlena Urbańska, polska piłkarka ręczna
- 1999:
  - Ibrahim Cissé, iworyjski piłkarz
  - Alex Ibacache, chilijski piłkarz
  - Dawid Migas, polski kolarz szosowy i torowy
  - Oussama Soukhane, marokański piłkarz
  - Duarte Vale, portugalski tenisista
  - Lotte Wubben-Moy, angielska piłkarka
- 2000:
  - Chaeyeon, południowokoreańska piosenkarka, tancerka, raperka, autorka tekstów
  - Alisha Howk, amerykańska zapaśniczka
  - Daniel Michalski, polski tenisista
  - Miriam Ngoe Wase, kameruńska zapaśniczka
  - Marcelo Weigandt, argentyński piłkarz
- 2001 – Turan Bayramov, azerski zapaśnik
- 2002:
  - Łukasz Bejger, polski piłkarz
  - Kamil Sieradzki, polski pływak
- 2003 – Milena Górska, polska gimnastyczka artystyczna
- 2004 – Arash Yoshida, japoński zapaśnik
- 2005 – Roksana Węgiel, polska piosenkarka, autorka tekstów, kompozytorka
- 2006 – Matwij Ponomarenko, ukraiński piłkarz

## Zmarli
- 314 – Milcjades, papież, święty (ur. ?)
- 705 – Jan VI, papież (ur. ?)
- 782 – Kōnin, cesarz Japonii (ur. 709)
- 812 – Staurakios, cesarz bizantyński (ur. ?)
- 844 – Michał I Rangabe, cesarz bizantyński (ur. ?)
- 1055 – Konstantyn IX Monomach, cesarz bizantyński (ur. ok. 1000)
- 1083 – Otto II, hrabia Northeimu, książę Bawarii (ur. ok. 1020)
- 1266 – Świętopełk II Wielki, książę gdański (ur. przed 1195)
- 1331 – Przemko II, książę wielkopolski i głogowski (ur. 1300–1308)
- 1341 – Maria Halicka, księżniczka halicko-lwowska, księżna czerska (ur. ?)
- 1412 – Antonio Caetani, włoski kardynał (ur. 1360)
- 1487 – Bernard Scammacca, włoski dominikanin, błogosławiony (ur. 1430)
- 1494 – Domenico Ghirlandaio, włoski malarz (ur. 1449)
- 1495 – Pedro González de Mendoza, hiszpański duchowny katolicki, biskup Calahorry, Sigüenzy i Osmy, administrator archidiecezji sewilskiej, arcybiskup Toledo i prymas Hiszpanii, łaciński patriarcha Aleksandrii, kardynał (ur. 1428)
- 1546:
  - Ernest I Wyznawca, książę Lüneburga-Celle (ur. 1497)
  - Gaudenzio Ferrari, włoski malarz, rzeźbiarz (ur. ok. 1471)
- 1552 – Johannes Cochläus, niemiecki duchowny i teolog katolicki (ur. 1479)
- 1593 – Scipione Gonzaga, włoski duchowny katolicki, łaciński patriarcha Jerozolimy, kardynał (ur. 1542)
- 1629 – Giorgio Centurione, doża Wenecji (ur. 1553)
- 1641 – Juan de Jáuregui(inne języki), hiszpański poeta, teoretyk literatury, malarz (ur. 1583)
- 1649:
  - Paweł Owłóczyński, polski duchowny greckokatolicki, biskup koadiutor przemyski (ur. 1600)
  - Andrzej Węgierski, polski działacz reformacji, kaznodzieja protestancki, duchowny Jednoty braci czeskich, poeta, tłumacz (ur. 1600)
- 1714 – Anton Ignaz Müntzer, niemiecki duchowny katolicki, biskup pomocniczy wrocławski (ur. 1659)
- 1729 – Tomasz z Cori, włoski franciszkanin, święty (ur. 1655)
- 1735 – Daniel I, władca Czarnogóry (ur. 1670)
- 1748 – Wojciech Mikołaj Woroniecki, polski szlachcic, polityk (ur. ?)
- 1753 – Hans Sloane, brytyjski lekarz (ur. 1660)
- 1755 – Joseph Nicolas Pancrace Royer, francuski kompozytor, klawesynista (ur. ok. 1705)
- 1757 – Louis Bertrand Castel, francuski jezuita, uczony (ur. 1688)
- 1763:
  - Caspar Abel, niemiecki teolog, historyk, poeta (ur. 1676)
  - Giovanni Benedetto Platti, włoski kompozytor (ur. ok. 1700)
- 1771 – Jean-Baptiste de Boyer, francuski arystokrata, filozof, pisarz (ur. 1704)
- 1778 – Jan Dominik Łopaciński, polski duchowny katolicki, biskup żmudzki (ur. 1708)
- 1782 – Marcin Mikołaj Radziwiłł, krajczy wielki litewski, generał lejtnant armii Wielkiego Księstwa Litewskiego (ur. 1705)
- 1783 – Jakub Stefan Augustynowicz, polski duchowny ormiańskokatolicki, arcybiskup lwowski (ur. 1701)
- 1794 – Antoine-Adrien Lamourette, francuski duchowny katolicki, biskup Lyonu (ur. 1742)
- 1801:
  - Domenico Cimarosa, włoski kompozytor (ur. 1749)
  - Charles Eugène Gabriel de La Croix de Castries, francuski arystokrata, dowódca wojskowy, marszałek Francji (ur. 1727)
- 1812 – Henry Scott, brytyjski arystokrata (ur. 1746)
- 1817 – Wincenty Roch Karczewski, polski filozof, pisarz, tłumacz (ur. 1757)
- 1818 – Johann David Wyss, szwajcarski pastor, pisarz (ur. 1743)
- 1827 – Anna Vittoria Dolara, włoska zakonnica, malarka miniatur (ur. 1754)
- 1837:
  - François Gérard, francuski malarz (ur. 1770)
  - Frederick Cavendish Ponsonby, brytyjski arystokrata, wojskowy, polityk (ur. 1783)
- 1841 – Cwi Elimelech z Dynowa, chasydzki rabin (ur. 1783)
- 1843 – Francis Scott Key, amerykański poeta, autor słów hymnu USA (ur. 1779)
- 1854 – Fryderyk Schütz, polski architekt, budowniczy pochodzenia niemieckiego (ur. 1782)
- 1855 – Judas José Romo y Gamboa, hiszpański duchowny katolicki, arcybiskup Sewilli, kardynał (ur. 1779)
- 1864:
  - Tytus Dalewski, polski działacz niepodległościowy, konspirator, uczestnik powstania styczniowego (ur. 1841)
  - Elizabeth Prout, brytyjska zakonnica, Służebnica Boża (ur. 1820)
- 1867 – Stuart Donaldson, brytyjski przedsiębiorca, polityk kolonialny, premier Nowej Południowej Walii (ur. 1812)
- 1875 – Giovanni Luppis, chorwacki oficer marynarki austro-węgierskiej, wynalazca pochodzenia włoskiego (ur. 1813)
- 1877 – Janko Matúška, słowacki poeta, autor słów hymnu Słowacji (ur. 1821)
- 1882 – Theodor Schwann, niemiecki zoolog, fizjolog, histolog, wykładowca akademicki (ur. 1810)
- 1883 – Jenny Marx, niemiecka działaczka socjalistyczna (ur. 1844)
- 1885:
  - Anna Maria Janer Anglarill, hiszpańska zakonnica, błogosławiona (ur. 1800)
  - Santo Varni, włoski rzeźbiarz (ur. 1807)
- 1888 – Ildefonse-René Dordillon, francuski duchowny katolicki, misjonarz, wikariusz apostolski Markizów (ur. 1808)
- 1891 – Georges Haussmann, francuski baron, urbanista (ur. 1809)
- 1896:
  - João de Deus, portugalski poeta (ur. 1838)
  - Wincenty Wacław Richling-Bartoszewski, polski organista, kompozytor, pedagog pochodzenia czeskiego (ur. 1841)
- 1897 – Jakub Pik, polski optyk, wynalazca pochodzenia żydowskiego (ur. 1806)
- 1901:
  - Pietro Antonelli, włoski dyplomata (ur. 1853)
  - Wasilij Kalinnikow, rosyjski kompozytor (ur. 1866)
- 1902 – Cornelis Petrus Tiele, holenderski teolog, orientalista (ur. 1830)
- 1903 – Paul von Lilienfeld-Toal, rosyjski socjolog, polityk pochodzenia szwedzkiego (ur. 1829)
- 1909 – Karl August Hermann, estoński językoznawca, dziennikarz, kompozytor (ur. 1851)
- 1911:
  - Fortunat Jajko, polski karmelita, uczestnik powstania styczniowego (ur. 1936)
  - Aleksander Oskierka, polski ziemianin, działacz narodowy i społeczny, uczestnik powstania styczniowego, publicysta, zesłaniec (ur. 1830)
- 1912 – François Bonne, francuski duchowny katolicki, misjonarz, biskup Tokio (ur. 1855)
- 1915 – Zygmunt Miłkowski, polski pisarz, publicysta, działacz niepodległościowy (ur. 1824)
- 1916:
  - Cyryl VIII Geha, syryjski duchowny Kościoła melchickiego, patriarcha Antiochii, Jerozolimy, Aleksandrii i całego Wschodu (ur. 1840)
  - Łeś Martowycz, ukraiński pisarz, działacz społeczny (ur. 1871)
- 1917 – Wayne MacVeagh, amerykański polityk (ur. 1833)
- 1918 – Hans Kummetz, niemiecki pilot wojskowy, as myśliwski (ur. 1890)
- 1919:
  - Roman Hayder, polski gimnazjalista, Orlę Lwowskie (ur. 1902)
  - Henry Hinkson, irlandzki pisarz, barrister (ur. 1865)
  - Wasilij Kikwidze, gruziński rewolucjonista (ur. 1895)
  - Stanisław Sapieha, polski ziemianin, podporucznik artylerii (ur. 1896)
  - Kazimierz Zalewski, polski dramatopisarz, tłumacz, publicysta (ur. 1849)
- 1922:
  - Józef Pietrzak, polski nauczyciel, działacz niepodległościowy, żołnierz Legionów Polskich (ur. 1897)
  - Jack Robson, angielski trener piłkarski (ur. 1860)
- 1923 – Konstantyn I Glücksburg, król Grecji (ur. 1868)
- 1925 – John Sinclair, brytyjski arystokrata, polityk (ur. 1860)
- 1927 – Andrzej Gawroński, polski językoznawca, indolog (ur. 1885)
- 1928 – Thomas Hardy, brytyjski pisarz (ur. 1840)
- 1929 – Stanisław Śliwiński, polski inżynier rolnik, polityk, minister aprowizacji (ur. 1869)
- 1931 – Bronisław Sawicki, polski chirurg (ur. 1860)
- 1933 – Oswald Balzer, polski historyk pochodzenia austriackiego (ur. 1858)
- 1935 – Marcelina Sembrich-Kochańska, polska śpiewaczka operowa (sopran) (ur. 1858)
- 1939 – Witold Broniewski, polski metaloznawca, metalurg, polityk, minister robót publicznych (ur. 1880)
- 1940:
  - Konstancja Bednarzewska, polska aktorka (ur. 1866)
  - Kazimierz Kostanecki, polski lekarz, anatom, cytolog (ur. 1863)
  - Rudolf Redlinghofer, austriacka ofiara nazizmu, świadek Jehowy (ur. 1900)
  - Franciszek Rogaczewski, polski duchowny katolicki, męczennik, błogosławiony (ur. 1892)
  - Michał Siedlecki, polski zoolog (ur. 1873)
- 1941:
  - Jean Colonna d’Ornano, francuski podpułkownik (ur. 1895)
  - Jan Furgoł, polski górnik, powstaniec śląski (ur. 1883)
  - Emanuel Lasker, niemiecki szachista pochodzenia żydowskiego (ur. 1868)
- 1942 – Stanisław Obiorek, polski plutonowy pilot (ur. 1916)
- 1943:
  - Agustín Pedro Justo, argentyński generał major, dyplomata, polityk, prezydent Argentyny (ur. 1876)
  - Carlo Tresca, włoski dziennikarz, antyfaszysta, antykomunista (ur. 1879)
- 1944:
  - Walter Christie, amerykański inżynier, wynalazca (ur. 1865)
  - Galeazzo Ciano, włoski dziennikarz, polityk, dyplomata, minister spraw zagranicznych (ur. 1903)
  - Emilio De Bono, włoski działacz faszystowski, dowódca wojskowy, marszałek Włoch (ur. 1866)
  - Arnošt Hofbauer, czeski malarz, grafik (ur. 1869)
- 1945:
  - Ada Negri, włoska pisarka, poetka (ur. 1870)
  - Joachim Wołoszynowski, polski ziemianin, działacz społeczny, polityk, poseł na Sejm i senator RP (ur. 1870)
- 1946 – Tadeusz Dwernicki, polski prawnik, podpułkownik audytor (ur. 1868)
- 1947 – Hjalmar Siilasvuo, fiński generał (ur. 1892)
- 1950:
  - Kenneth Huszagh, amerykański pływak pochodzenia węgierskiego (ur. 1891)
  - Karin Michaelis, duńska pisarka, dziennikarka, działaczka społeczna (ur. 1872)
- 1953:
  - Hans Aanrud, norweski pisarz (ur. 1863)
  - Zoltán Meszlényi, węgierski duchowny katolicki, biskup, Sługa Boży (ur. 1892)
  - Ernst Herman van Rappard, holenderski polityk nazistowski, kolaborant (ur. 1899)
  - Noe Żordania, gruziński polityk, premier Gruzji (ur. 1868)
- 1954 – Oscar Straus, austriacki kompozytor (ur. 1870)
- 1955 – Rodolfo Graziani, włoski arystokrata, dowódca wojskowy, marszałek Włoch, polityk, minister obrony Włoskiej Republiki Socjalnej (ur. 1882)
- 1958 – Edna Purviance, amerykańska aktorka (ur. 1895)
- 1959:
  - Edward Bibring, austriacko-amerykański psychiatra, psychoanalityk pochodzenia żydowskiego (ur. 1894)
  - Aleksander Kocwa, polski chemik, wykładowca akademicki (ur. 1901)
- 1960:
  - Adam Bardziński, polski działacz spółdzielczy, samorządowiec, polityk, poseł na Sejm RP (ur. 1885)
  - Lambert Beauduin, belgijski benedyktyn, pionier ruchu liturgicznego i ekumenicznego (ur. 1873)
  - John B. Johnston, amerykański polityk (ur. 1882)
  - Gebhard Utinger, szwajcarski architekt, malarz, grafik, rzeźbiarz (ur. 1879)
- 1961 – Nikołaj Kolczicki, rosyjski duchowny prawosławny (ur. 1890)
- 1962 – György Orth, węgierski piłkarz, trener (ur. 1901)
- 1964 – André-Damien-Ferdinand Jullien, francuski kardynał, dziekan Roty Rzymskiej (ur. 1882)
- 1965 – Albert Alexander, brytyjski arystokrata, polityk (ur. 1885)
- 1966:
  - Alberto Giacometti, szwajcarski rzeźbiarz, malarz (ur. 1901)
  - Hannes Kolehmainen, fiński lekkoatleta, długodystansowiec (ur. 1889)
  - Lal Bahadur Shastri, indyjski polityk, premier Indii (ur. 1904)
- 1967:
  - William Wendell Rogers, kanadyjski pilot wojskowy, as myśliwski (ur. 1896)
  - Arnold Szyfman, polski dramaturg, reżyser teatralny, dyrektor teatrów pochodzenia żydowskiego (ur. 1882)
- 1968 – Józef Kubiński, polski piłkarz, trener (ur. 1898)
- 1969:
  - Lars Berg, norweski prozaik, dramaturg (ur. 1901)
  - Halina Leska, polska śpiewaczka operowa (mezzosopran) (ur. 1890)
  - Jelizawieta Połonska, rosyjska poetka, tłumaczka, dziennikarka, lekarka pochodzenia polsko-żydowskiego (ur. 1890)
- 1970 – Zygmunt Szacherski, polski podporucznik kawalerii, samorządowiec, uczestnik powstania warszawskiego (ur. 1898)
- 1972:
  - Guro Gjellestad, norweska astrofizyk (ur. 1914)
  - Jaroslav Mach, czeski reżyser filmowy (ur. 1921)
  - Alphonse Van Mele, belgijski gimnastyk (ur. 1891)
- 1973:
  - Leon Babiński, polski prawnik, wykładowca akademicki (ur. 1891)
  - Imre Erdődy, węgierski gimnastyk (ur. 1889)
- 1974 – Yūzō Yamamoto, japoński prozaik, dramaturg (ur. 1887)
- 1975:
  - Władysław Kontrowicz, polski kupiec, bankowiec (ur. 1878)
  - Paul-Pierre Méouchi, libański duchowny Kościoła maronickiego, patriarcha Antiochii, kardynał (ur. 1894)
- 1976:
  - Werner March, niemiecki architekt (ur. 1894)
  - Aleksiej Sorokin, radziecki podpułkownik służb medycznych, członek korpusu kosmonautów (ur. 1931)
- 1977 – Nikolajs Bebris, łotewski podpułkownik (ur. 1898)
- 1978:
  - Ibn e Insha, pakistański poeta (ur. 1927)
  - Henryk Witaczek, polski przemysłowiec (ur. 1901)
- 1979 – Aleksandr Stolper, rosyjski reżyser filmowy (ur. 1907)
- 1980:
  - Stanisław Kamiński, polski aktor, inspicjent (ur. 1905)
  - Barbara Pym, brytyjska pisarka (ur. 1913)
- 1981:
  - Beulah Bondi, amerykańska aktorka (ur. 1888)
  - Malcolm MacDonald, brytyjski polityk, dyplomata (ur. 1901)
  - Andrzej Nespiak, polski botanik, mykolog, wykładowca akademicki (ur. 1921)
  - Jan Snoek, holenderski kolarz torowy (ur. 1896)
- 1982:
  - Jirō Horikoshi(inne języki), japoński inżynier, konstruktor samolotów (ur. 1903)
  - Wiktor Kubar, polski działacz komunistyczny, dziennikarz, publicysta pochodzenia żydowskiego (ur. 1910)
- 1983:
  - Adam Kersten, polski historyk, wykładowca akademicki pochodzenia żydowskiego (ur. 1930)
  - Erik Løchen(inne języki), norweski reżyser filmowy (ur. 1924)
  - Nikołaj Podgorny, radziecki polityk, przewodniczący Prezydium Rady Najwyższej ZSRR (ur. 1903)
  - Grigorij Roszal, rosyjski reżyser i scenarzysta filmowy (ur. 1899)
- 1984:
  - Henryk Makarewicz, polski fotograf, operator filmowy (ur. 1917)
  - Erik Stensiö, szwedzki paleontolog, wykładowca akademicki, muzealnik (ur. 1891)
- 1985:
  - Edward Buzzell(inne języki), amerykański reżyser filmowy (ur. 1900)
  - Josef Čtyřoký, czeski piłkarz (ur. 1906)
  - William McKell, australijski polityk, premier Nowej Południowej Walii, gubernator generalny Australii (ur. 1891)
- 1986:
  - Ilja Awerbach, rosyjski reżyser i scenarzysta filmowy (ur. 1934)
  - Andrzej Czok, polski taternik, himalaista (ur. 1948)
- 1987 – Siergiej Kuriłow, rosyjski aktor (ur. 1914)
- 1988:
  - Gregory Boyington, amerykański pilot wojskowy, as myśliwski (ur. 1912)
  - Endre Palócz, węgierski florecista (ur. 1911)
  - Isidor Isaac Rabi, amerykański fizyk, wykładowca akademicki pochodzenia żydowskiego, laureat Nagrody Nobla (ur. 1898)
- 1989:
  - José Luis Bustamante y Rivero(inne języki), peruwiański polityk, prezydent Peru (ur. 1894)
  - Alicja Raciszówna, polska aktorka (ur. 1929)
- 1990:
  - Jurij Kosacz, ukraiński poeta, prozaik, dramaturg, redaktor (ur. 1908)
  - Vladimir Kukk, estoński strzelec sportowy (ur. 1911)
  - Karol Paterok, polski bokser (ur. 1922)
- 1991:
  - Carl David Anderson, amerykański fizyk eksperymentalny, wykładowca akademicki, laureat Nagrody Nobla (ur. 1905)
  - Ladislav Alster, czeski szachista (ur. 1927)
  - Charles Dubost, francuski chirurg, kardiochirurg, wykładowca akademicki (ur. 1914)
  - Alec Rose, brytyjski żeglarz jachtowy (ur. 1908)
  - Regina Wojskowska, polska działaczka komunistyczna pochodzenia żydowskiego (ur. 1908)
- 1992:
  - Łew Bykowski, ukraiński działacz narodowy, księgarz, bibliotekarz, bibliotekoznawca, bibliograf, księgoznawca, pisarz, publicysta, emigrant (ur. 1895)
  - Dawit Hambarcumian, ormiański skoczek do wody (ur. 1956)
  - Edward Jancarz, polski żużlowiec, trener (ur. 1946)
- 1993:
  - Karel Effa, czeski aktor (ur. 1922)
  - Stefan Kamiński, polski polityk, poseł na Sejm PRL (ur. 1916)
  - Niestor Kozin, radziecki generał major (ur. 1902)
  - Antonina Taborowicz, polska lekkoatletka, skoczkini wzwyż (ur. 1899)
  - Tommy Walker, szkocki piłkarz, trener (ur. 1915)
- 1994:
  - Gienij Agiejew, radziecki generał pułkownik, polityk (ur. 1929)
  - Agnieszka Barłóg, polska pisarka, działaczka społeczna i polityczna, nauczycielka, zielarka (ur. 1909)
  - John Henry Bradley, amerykański mat-sanitariusz (ur. 1923)
  - József Háda, węgierski piłkarz, bramkarz (ur. 1911)
- 1995:
  - Denis Neville, angielski piłkarz, trener (ur. 1915)
  - Lewis Nixon, amerykański wojskowy (ur. 1918)
  - Peter Pratt, brytyjski aktor, śpiewak operowy, prezenter radiowy (ur. 1923)
- 1996 – Ewa Stojowska(inne języki), polska aktorka, reżyserka teatralna (ur. 1908)
- 1998:
  - Mieczysław Mierzejewski, polski kompozytor, dyrygent (ur. 1905)
  - Leszek Mikułowski, polski aktor (ur. 1923)
- 1999:
  - Teuvo Aura, fiński polityk, premier Finlandii (ur. 1912)
  - Fabrizio De André, włoski piosenkarz, kompozytor, autor tekstów piosenek, poeta (ur. 1940)
  - Brian Moore, irlandzko-kanadyjski pisarz, scenarzysta filmowy (ur. 1921)
- 2001:
  - Gerald Glatzmayer, austriacki piłkarz (ur. 1968)
  - Louis Krages, niemiecki przedsiębiorca, kierowca wyścigowy (ur. 1949)
  - Ignacy Machowski, polski aktor (ur. 1920)
  - Jarema Stępowski, polski aktor, piosenkarz (ur. 1925)
- 2002 – Henri Verneuil, francuski reżyser filmowy pochodzenia ormiańskiego (ur. 1920)
- 2003:
  - Mickey Finn, brytyjski perkusista, członek zespołu T. Rex (ur. 1947)
  - Bob Maertens, belgijski piłkarz (ur. 1930)
  - Silvanus Njambari, namibijski piłkarz (ur. 1974)
  - Maurice Pialat, francuski reżyser i scenarzysta filmowy, aktor (ur. 1925)
  - Asrul Sani, indonezyjski prozaik, poeta, scenarzysta filmowy (ur. 1926)
- 2004 – Spalding Gray, amerykański aktor, scenarzysta filmowy (ur. 1941)
- 2005:
  - Spencer Dryden, amerykański perkusista, członek zespołu Jefferson Airplane (ur. 1938)
  - Jimmy Griffin(inne języki), amerykański muzyk, członek zespołu Bread (ur. 1943)
  - Miriam Hyde, australijska kompozytorka (ur. 1913)
  - Fabrizio Meoni, włoski motocyklista rajdowy (ur. 1957)
  - Jerzy Pawłowski, polski szablista (ur. 1932)
  - Thelma White(inne języki), amerykańska aktorka (ur. 1910)
- 2006 – Mark Spoon, niemiecki muzyk, didżej (ur. 1966)
- 2007:
  - Jan Czerkawski, polski historyk filozofii, wykładowca akademicki (ur. 1939)
  - Solveig Dommartin, francuska aktorka (ur. 1961)
  - Kéba Mbaye, senegalski działacz sportowy (ur. 1924)
  - Robert Anton Wilson, amerykański pisarz, filozof, psycholog, futurolog, okultysta (ur. 1932)
- 2008:
  - Henryk Alber, polski gitarzysta jazzowy (ur. 1948)
  - Steve Harris, brytyjski perkusista jazzowy (ur. 1948)
  - Paweł Heintsch, polski duchowny katolicki, poeta (ur. 1924)
  - Edmund Hillary, nowozelandzki himalaista, podróżnik, dyplomata (ur. 1919)
  - Frank Loughran, australijski piłkarz pochodzenia północnoirlandzkiego (ur. 1931)
  - Tadeusz Powałowski, polski elektronik, wykładowca akademicki (ur. 1946)
  - Mieczysław Widaj, polski pułkownik, prawnik, sędzia pochodzenia żydowskiego (ur. 1912)
- 2009:
  - Shigeo Fukuda, japoński grafik, plakacista, rzeźbiarz (ur. 1932)
  - Ludumo Galada, południowoafrykański bokser (ur. 1982)
  - Pio Laghi, włoski kardynał (ur. 1922)
  - Stefan Milewski, polski lekkoatleta, skoczek w dal, działacz sportowy, prezes PZLA (ur. 1926)
  - Else Pappenheim, austriacko-amerykańska neurolog, psychiatra, psychoanalityk (ur. 1911)
  - Milan Rúfus, słowacki pisarz, tłumacz (ur. 1928)
  - Thierry van Werveke, luksemburski aktor (ur. 1958)
  - Zbigniew Zaremba, polski aktor (ur. 1926)
- 2010 – Éric Rohmer, francuski reżyser filmowy (ur. 1920)
- 2011 – David Nelson, amerykański aktor, reżyser i producent filmowy (ur. 1936)
- 2012:
  - Wally Osterkorn, amerykański koszykarz (ur. 1928)
  - Hanna Świda-Ziemba, polska socjolog, wykładowczyni akademicka, działaczka opozycyjna w czasach PRL (ur. 1930)
- 2013:
  - Guido Forti, włoski przedsiębiorca (ur. 1940)
  - Mariangela Melato, włoska aktorka (ur. 1941)
- 2014:
  - Keiko Awaji, japońska aktorka (ur. 1933)
  - Wołodymyr Raskatow, ukraiński pływak, trener (ur. 1957)
  - Ariel Szaron, izraelski wojskowy, polityk, premier Izraela (ur. 1928)
- 2015:
  - Jenő Buzánszky, węgierski piłkarz, trener (ur. 1925)
  - Anita Ekberg, szwedzka aktorka, modelka (ur. 1931)
  - Stanisław Kurnatowski, polski muzealnik, archeolog (ur. 1929)
  - Danuta Michałowska, polska aktorka, reżyserka teatralna (ur. 1923)
  - Bruno Visintin, włoski bokser (ur. 1932)
  - Ryszard Zub, polski szablista (ur. 1934)
- 2016:
  - Marian Kusza, polski muzealnik, działacz kulturalny (ur. 1915)
  - Albert Onyembo Lomandjo, kongijski duchowny katolicki, biskup Kindu (ur. 1931)
  - Gunnel Vallquist, szwedzka pisarka, tłumaczka, krytyk literacka, członkini Akademii Szwedzkiej (ur. 1918)
- 2017 – François Van der Elst, belgijski piłkarz (ur. 1954)
- 2018 – Ryszard Dąbrowski, polski duchowny rzymskokatolicki, a następnie starokatolicki (ur. 1933)
- 2019:
  - Michael Atiyah, brytyjski matematyk, wykładowca akademicki (ur. 1929)
  - Lucyna Koczwara, polska lekkoatletka, wieloboistka (ur. 1951)
  - Dimitris Siufas, grecki prawnik, polityk, minister zdrowia i minister rozwoju (ur. 1944)
- 2020:
  - Genowefa Czekała-Mucha, polska dziennikarka (ur. 1931)
  - Jerzy Kaszycki, polski pianista, kompozytor, reżyser dźwięku i wizji, pedagog (ur. 1926)
  - Julian Maliszewski, polski językoznawca, wykładowca akademicki (ur. 1951)
  - Valdir Joaquim de Moraes, brazylijski piłkarz (ur. 1931)
  - Edward Pinkowski, amerykański dziennikarz, historyk pochodzenia polskiego (ur. 1916)
- 2021:
  - Dawit Chachaleiszwili, gruziński judoka (ur. 1971)
  - Kathleen Heddle, kanadyjska wioślarka (ur. 1965)
  - Walter Taibo, urugwajski piłkarz (ur. 1931)
- 2022:
  - Anatolij Alabjew, rosyjski biathlonista (ur. 1951)
  - Ahmet Çalık, turecki piłkarz (ur. 1994)
  - David Sassoli, włoski dziennikarz i prezenter telewizyjny, polityk, eurodeputowany, przewodniczący Parlamentu Europejskiego (ur. 1956)
  - Ernest Shonekan, nigeryjski prawnik, polityk, prezydent Nigerii (ur. 1936)
- 2023:
  - Teresa Banaś, polska biochemik, wykładowczyni akademicka (ur. 1940)
  - Günther Deschner, niemiecki historyk, pisarz, dziennikarz, dokumentalista filmowy (ur. 1941)
  - Piotr Dziewit, polski dziennikarz (ur. 1957)
  - Piotr Gawron, polski rzeźbiarz, pedagog (ur. 1943)
  - Harriet A. Hall, amerykańska lekarka, chirurg, pisarka (ur. 1945)
  - Jan Ludwiczak, polski robotnik, działacz opozycji antykomunistycznej (ur. 1937)
  - Rafiq Nishonov, radziecki i uzbecki polityk (ur. 1926)
  - Tatjana Patitz, niemiecka modelka, aktorka (ur. 1966)
  - Murtaza Rachimow, rosyjski polityk, prezydent Baszkortostanu (ur. 1934)
- 2024:
  - Kim Kyŏng Ok, północnokoreańska generał, polityk (ur. ?)
  - Jean-Luc Laurent, francuski inżynier górnictwa, polityk, samorządowiec, mer Le Kremlin-Bicêtre (ur. 1957)
  - Efraín Antonio Ríos García, kolumbijski superstulatek (ur. 1910)
  - Jurij Sołomin, rosyjski aktor, reżyser teatralny i filmowy (ur. 1935)
  - Janina Szczechura, polska paleontolog, wykładowczyni akademicka (ur. 1933)
  - Ruth Ashton Taylor, amerykańska dziennikarka (ur. 1922)
- 2025:
  - Jerzy Bauer, polski kompozytor, dyrygent, teoretyk muzyki (ur. 1936)
  - Barbara Rylska, polska aktorka (ur. 1936)